# Tadahiro Nomura
Tadahiro Nomura -en japonès: 野村 忠宏, transliteració: Nomura Tadahiro- (Nara, Japó, 10 de desembre de 1974, Prefectura de Nara) és un judoka japonès, ja retirat, guanyador de tres medalles olímpiques d'or. És nebot del també judoka i medallista olímpic Toyokazu Nomura.
Va participar, als 21 anys, en els Jocs Olímpics d'Estiu de 1996 realitzats a Atlanta (Estats Units), on va aconseguir guanyar la medalla d'or en la prova masculina de pes extra lleuger (-60 kg.). Posteriorment aconseguí revalidar aquest títol en els Jocs Olímpics d'Estiu de 2000 realitzats a Sydney (Austràlia) i en els Jocs Olímpics d'Estiu de 2004 realitzats a Atenes (Grècia), esdevenint l'únic judoka japonès en aconseguir tres títols olímpics. Al llarg de la seva carrera ha aconseguit guanyar dues medalles en el Campionat del Món de judo, una d'elles d'or.